# Université nationale de Chungju
L'Université nationale de Chungju (en hangul : 충주대학교) est une université nationale de Corée du Sud située à Chungju dans le Chungcheong du Nord. Elle est spécialisée dans le domaine de l'industrie.

## Composantes

### Facultés de1ercycle
- Faculté d'ingénierie
- Faculté de sciences et de techniques de pointe
- Faculté de sciences humaines et sociales, et d'arts
- Faculté de sciences de la santé, de biologie, et d'ingénierie aéronautique
- Division des arts libéraux

### Faculté de cycle supérieur
- Faculté de sciences de l'industrie
- Faculté d'administrations commerciales et publiques, et de langues étrangères